# 日本映像制作・販売倫理機構
一般社団法人日本映像制作・販売倫理機構（略称: 制販倫、JVPS）は、アダルトビデオの自主審査機関。2005年4月1日、日本映像ソフト制作・販売倫理機構として設立された。
英字略称はJapan（日本）、Visual（映像ソフト）、Produce（制作）、Sell（販売）の頭文字をとったもの。
理事長は西村忠治（クリスタル映像社長）。
発足当初はクリスタル映像1社のみであったため、実質的には自主規制であったが、2005年10月にケイ・エム・プロデュースが加盟。以降、倫理団体として認識されるようになる。
2018年3月26日、AV人権倫理機構に正会員として入会。
2019年4月1日、一般社団法人日本映像制作・販売倫理機構が発足し法人化。

## 主な加盟メーカー
- FA映像出版プロダクト
- グラフィティジャパン
- クリスタル映像
- サイド・ビー制作室
- シネマ・コーポレーション
- 鶴亀ドラゴンズ
- TMクリエイト
- 東京音光
- S級素人
- ケイ・エム・プロデュース
- 忍（SHINOBI）
- スカッド
- タイガーマイスターズ
- Nadeshiko
- 不朽の名作文庫
- メディアステーション
- レアル・ワークス
- ホットエンターテイメント
- マキシング
- FALENO（一部作品）